# Articolazione sacrovertebrale
L'articolazione sacrovertebrale costituisce la prosecuzione caudale dell'articolazione intervertebrale che connette la quinta vertebra lombare all'osso sacro. Ne consegue che, seppure con qualche differenza, essa presenta le stesse caratteristiche 
delle articolazioni che connettono i segmenti sovrastanti della colonna vertebrale. In particolare possiamo distinguere una sinfisi che si instaura tra i corpi del sacro e della quinta vertebra lombare, un'artrodia che si instaura tra i rispettivi processi articolari ed infine i relativi legamenti intrinseci ed estrinseci.

## Sinfisi tra i corpi vertebrali
Similmente all'articolazione intervertebrale, tra il corpo della quinta vertebra lombare ed il corpo dell'osso sacro si frappone un disco intervertebrale a forma di cuneo. In questo punto si ha la massima convessità della lordosi lombosacrale, particolarmente accentuata dal maggior spessore del disco intervertebrale rispetto a quelli sovrastanti. Ne consegue che il passaggio tra la superficie anteriore del corpo dell'ultima vertebra lombare e del corpo del sacro risulta particolarmente sbalzato, disegnando il rilievo del promontorio.

### Legamenti intrinseci
La sinfisi sacrovertebrale risulta rinforzata da due legamenti.
- Legamento longitudinale anteriore, che si lega alla superficie anteriore del corpo di tutte le vertebre e dei dischi intervertebrali. Inferiormente il legamento si inserisce sulla superficie anteriore dell'osso sacro, espandendosi fino al margine dei fori vertebrali anteriori, ed inferiormente si continua sulla superficie anteriore del coccige.
- Legamento longitudinale posteriore, che si svolge nel canale vertebrale sulla superficie posteriore dei corpi vertebrali, inserendosi più saldamente ai dischi intervertebrali. A livello sacrale il legamento si inserisce sulla parete anteriore del canale sacrale per poi espandersi anche a quelle laterali e a quella posteriore nei segmenti sacrali inferiori. A livello dello hiatus sacrale il legamento fuoriesce in forma di cappuccio, il cui apice si salda sul coccige, che chiude inferiormente il canale vertebrale.

Da quanto detto risulta ovvio che i due legamenti contribuiscono a rafforzare anche l'articolazione sacrococcigea

## Artrodia tra i processi articolari
Del tutto simile a quella che si instaura tra i processi articolari delle vertebre sovrastenti, si svolge tra le superfici articolari dei processi articolari inferiori della quinta vertebra lombare, verticali e rivolte anteriormente, e dei processi articolari dell'osso sacro, verticali e rivolte posteriormente. Sebbene le superfici articolari abbiano diverso orientamento rispetto a quelle lombari, ne possiede tuttavia le stesse strutture intracapsulari.

### Strutture intracapsulari dell'articolazione sacrovertebrale
- Cuscinetti di tessuto adiposo in sede supero-mediale o infero-laterale.
- Menischi fibro-adiposi (meniscoidi) al polo superiore o inferiore.
- Labbri connettivali posti medialmente e lateralmente.

## Legamenti estrinseci
- Legamento giallo, ricco di fibre elastiche, si tende tra il margine inferiore delle lamine dell'arco della quinta vertebra lombare ed il margine superiore delle lamine della prima vertebra sacrale.
- Legamento interspinoso, si tende tra il margine inferiore del processo spinoso della quinta vertebra lombare e la porzione superiore della cresta mediana dell'osso sacro.
- Legamento sovraspinoso, si tende tra gli apici dei processi spinosi di tutte le vertebre, continuandosi inferiormente lungo tutta la cresta mediana dell'osso sacro.
- Legamento intertrasversario, si tende tra la superficie superiore di ciascun ala del sacro ed il margine inferiore del sovrastante processo costiforme della quinta vertebra lombare.

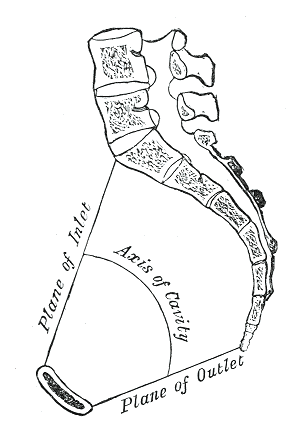
Sezione sagittale mediana del bacino.
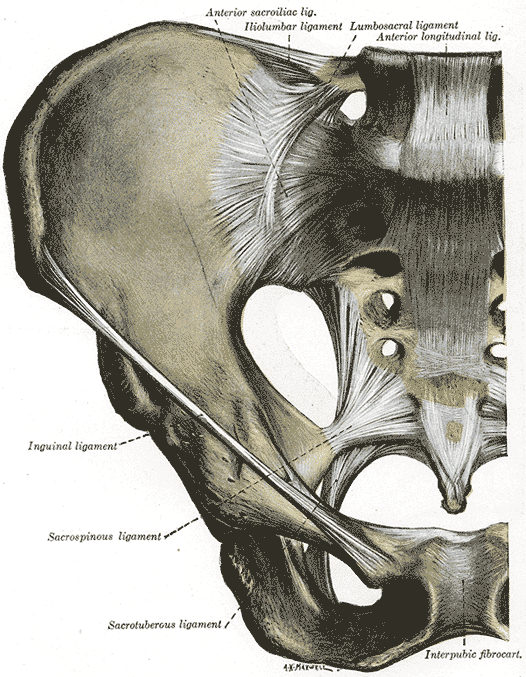
Articolazione sacrovertebrale. Vista anteriore.
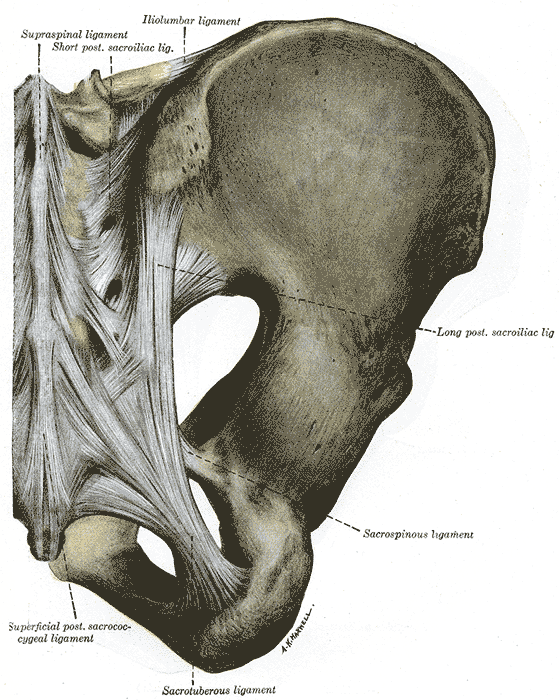
Articolazione sacrovertebrale. Vista posteriore.